# Спринґфілд (Колорадо)
Спринґфілд (англ. Springfield) — місто (англ. town) в США, адміністративний центр округу Бака штату Колорадо. Населення — 1325 осіб (2020).

## Географія
Спринґфілд розташований за координатами 37°24′18″ пн. ш. 102°37′8″ зх. д. / 37.40500° пн. ш. 102.61889° зх. д. (37.404956, -102.618905).  За даними Бюро перепису населення США в 2010 році місто мало площу 2,91 км², уся площа — суходіл.

### Клімат
| Клімат : Спринґфілд     | Клімат : Спринґфілд | Клімат : Спринґфілд | Клімат : Спринґфілд | Клімат : Спринґфілд | Клімат : Спринґфілд | Клімат : Спринґфілд | Клімат : Спринґфілд | Клімат : Спринґфілд | Клімат : Спринґфілд | Клімат : Спринґфілд | Клімат : Спринґфілд | Клімат : Спринґфілд | Клімат : Спринґфілд |
| Показник                | Січ.                | Лют.                | Бер.                | Квіт.               | Трав.               | Черв.               | Лип.                | Серп.               | Вер.                | Жовт.               | Лист.               | Груд.               | Рік                 |
| Абсолютний максимум, °C | 26,1                | 28,3                | 32,2                | 36,1                | 40,0                | 43,9                | 42,8                | 40,0                | 38,3                | 35,0                | 30,0                | 25,6                | 43,9                |
| Середній максимум, °C   | 7,2                 | 10,1                | 14,3                | 19,1                | 23,9                | 30,2                | 32,9                | 31,6                | 26,8                | 20,9                | 12,4                | 7,4                 | 19,7                |
| Середній мінімум, °C    | −9,5                | −7,6                | −4,4                | 0,4                 | 6,2                 | 12,3                | 14,7                | 14,1                | 9,1                 | 2,7                 | −4,4                | −8,5                | 2,1                 |
| Абсолютний мінімум, °C  | −30,6               | −30                 | −23,3               | −15                 | −6,7                | 2,8                 | 6,7                 | 4,4                 | −6,1                | −14,4               | −23,9               | −27,8               | −30,6               |
| Норма опадів, мм        | 12                  | 12                  | 29                  | 42                  | 73                  | 51                  | 63                  | 62                  | 35                  | 24                  | 19                  | 11                  | 433                 |
| Днів з опадами          | 3,8                 | 3,5                 | 5,8                 | 5,6                 | 9,0                 | 6,8                 | 8,1                 | 7,4                 | 5,3                 | 4,0                 | 3,7                 | 3,7                 | 66,7                |
| Днів зі снігом          | 3,8                 | 3,2                 | 3,5                 | 1,4                 | 0,3                 | 0,0                 | 0,0                 | 0,0                 | 0,2                 | 0,7                 | 2,7                 | 3,4                 | 19,2                |
| ----------------------- | ------------------- | ------------------- | ------------------- | ------------------- | ------------------- | ------------------- | ------------------- | ------------------- | ------------------- | ------------------- | ------------------- | ------------------- | ------------------- |
| Джерело: NOAA           |                     |                     |                     |                     |                     |                     |                     |                     |                     |                     |                     |                     |                     |

## Демографія

### Перепис 2010
Згідно з переписом 2010 року, у місті мешкала 1451 особа в 664 домогосподарствах у складі 365 родин. Густота населення становила 499 осіб/км².  Було 826 помешкань (284/км²).
Расовий склад населення:
| - 93,2 % — білих - 1,1 % — чорних або афроамериканців - 1,0 % — корінних американців - 0,1 % — азіатів - 2,4 % — осіб інших рас |

До двох чи більше рас належало 2,1 %. Частка іспаномовних становила 9,4 % від усіх жителів.
За віковим діапазоном населення розподілялося таким чином: 21,5 % — особи молодші 18 років, 52,9 % — особи у віці 18—64 років, 25,6 % — особи у віці 65 років та старші. Медіана віку мешканця становила 46,3 року. На 100 осіб жіночої статі у місті припадало 89,9 чоловіків;  на 100 жінок у віці від 18 років та старших — 86,1 чоловіків також старших 18 років.
Середній дохід на одне домашнє господарство  становив 45 817 доларів США (медіана — 33 029), а середній дохід на одну сім'ю — 56 209 доларів (медіана — 47 083). Медіана доходів становила 31 438 доларів для чоловіків та 32 957 доларів для жінок. За межею бідності перебувало 26,5 % осіб, у тому числі 45,1 % дітей у віці до 18 років та 7,4 % осіб у віці 65 років та старших.
Цивільне працевлаштоване населення становило 595 осіб. Основні галузі зайнятості: освіта, охорона здоров'я та соціальна допомога — 39,3 %, будівництво — 15,1 %, роздрібна торгівля — 10,8 %, науковці, спеціалісти, менеджери — 7,1 %.

### Перепис 2000
За даними перепису 2000 року населення становило 1562 людини, в місті проживало 409 сімей, знаходилося 715 домашніх господарств і 838 будов з щільністю забудови 371,9 будови на км². Густота населення 1793,8 людини на км². Расовий склад населення: білі — 94,88%, корінні американці (індіанці) — 1,15%, азіати — 0,19%, представники інших рас — 2,56%, представники змішаних рас 1,22%. Іспаномовні становили 5,83% населення.
В 2000 році середній дохід на домашнє господарство становив $24 375 USD, Середній дохід на сім'ю $34 107 USD. Чоловіки мали середній дохід $25 385 USD, жінки $16 339 USD. Середній дохід на душу населення становив $13 890 USD. Близько 14,4% сімей та 16,8% населення перебувають за межею бідності, Включаючи 18,6% молоді (до 18 років) та 17,8% престарілих (старше 65 років).